# Port lotniczy Aosta
Port lotniczy Aosta (IATA: AOT, ICAO: LIMW) – port lotniczy położony 2 km na wschód od centrum Aosty, w regionie Dolina Aosty, we Włoszech.

## Linie lotnicze i połączenia
Od sierpnia 2022 r. na lotnisku nie ma regularnych połączeń lotniczych.